# Klindamycyna
Klindamycyna (łac. clindamycinum) – organiczny związek chemiczny, półsyntetyczny antybiotyk z grupy linkozamidów. Spektrum jego działania obejmuje bakterie Gram-dodatnie (w tym wiele szczepów MRSA) oraz bakterie beztlenowe. Wykazuje skuteczność w zakażeniach Mycoplasma, Toxoplasma gondii, Pneumocystis carini, Chlamydia oraz niektórych inwazjach pierwotniakowych np. Plasmodium falciparum i Plasmodium vivax.

## Farmakodynamika
Klindamycyna działa na takie drobnoustroje, jak: Staphylococcus aureus, Staphylococcus epidermidis, Streptococcus spp. (zwłaszcza S. pneumoniae, S. pyogenes z grupy A, S. viridans), Bacteroides spp., Fusobacterium spp., Actinomycetes spp., Peptococcus spp., Peptostreptococcus spp., Propionibacterium, Mycoplasma hominis. Wrażliwość bakterii Clostridium spp. jest różna, niektóre gatunki są oporne na klindamycynę.
Do szczepów opornych należą Enterococcus spp. (E. faecalis, E. faecium), Neisseria spp. (N. gonorrhoeae, N. meningitidis), Haemophilus spp., Escherichia coli, Klebsiella, Enterobacter, Serratia, Proteus spp., Pseudomonas, Salmonella, Shigella i Nocardia.

## Farmakokinetyka
Wchłania się prawie w 100% po podaniu doustnym. Stężenie maksymalne we krwi osiąga po 2–3 godzinach od podania. Biologiczny czas połowicznego rozpadu wynosi około 3 godzin. Frakcja związana z białkami krwi wynosi 90%. Antybiotyk łatwo przenika do wszystkich przestrzeni ustrojowych. Osiąga skuteczne stężenie w kościach i płynie stawowym. Do płynu mózgowo-rdzeniowego przenika słabiej. Wydalana z moczem w 10% w postaci aktywnej, pozostała część jest metabolizowana w wątrobie i wydalana z żółcią.

## Zastosowanie
Stosowana głównie w przypadkach zakażeń bakteriami Gram-dodatnimi opornymi na inne antybiotyki. Zalecana w zakażeniach Bacteroides fragilis. Używana w leczeniu zapalenia otrzewnej (zwłaszcza kałowego) oraz ropni miednicy i jamy brzusznej. Nie stosowana w zakażeniach OUN. Lek stosowany jest co 6 godzin w formie doustnej, domięśniowej lub dożylnej. Dawki 150–300 mg doustnie, a w ciężkich przypadkach 300–450 mg pozajelitowo.
Klindamycyna, według Klasyfikacji FDA ryzyka stosowania leków w czasie ciąży, należy do kategorii B. Oznacza to, że w badaniach na zwierzętach nie wykazano zagrożenia dla płodu, jednak jej wpływ na ciążę człowieka nie jest potwierdzony w badaniach klinicznych.

## Powikłania
Najgroźniejszym powikłaniem w przypadku stosowania klindamycyny jest rzekomobłoniaste zapalenie jelit spowodowane rozsiewem Clostridium difficile. W przypadku jego wystąpienia konieczne jest przerwanie terapii i zastosowanie wankomycyny lub metronidazolu. Częstym powikłaniem jest biegunka związana z zaburzeniem składu naturalnej flory bakteryjnej jelit. Inne działania niepożądane to zespół Stevensa-Johnsona, inne reakcje alergiczne, trombocytopenia i granulocytopenia. Klindamycyna hamuje przewodnictwo nerwowo-mięśniowe nasilając tym samym działanie środków kuraropodobnych (np. pankuronium, atrakurium, rokuronium).
Wykazuje pełną oporność krzyżową z linkomycyną. Osłabia działanie aminoglikozydów wobec pałeczek jelitowych. Wykazuje synergizm z ceftazidymem wobec bakterii beztlenowych.

## Preparaty
- Acnatac, Cleocin, Clindacin, Clindacne, Clindamycin MIP, Dalacin, Klimicin, Duac